# Turistická značená trasa 7345
 Turistická značená trasa 7345 je 7,5 km dlouhá žlutě značená trasa Klubu českých turistů v okrese Chrudim spojující Bor u Skutče s údolím Novohradky. Její převažující směr je nejprve západní a posléze severní. Závěr trasy se nachází na území přírodního parku Údolí Krounky a Novohradky.

## Průběh trasy
Turistická trasa 7345 má svůj počátek v centru obce Bor u Skutče v nadmořské výšce 476 m na rozcestí s naučnou stezkou Pasíčka, zeleně značenou trasou 4323 do Toulovcových Maštalí a červeně značenou trasou 0448 z Budislavi k chatě Polanka. S ní vede trasa 7345 v krátkém souběhu na okraj obce, kde se stáčí západním směrem do lesního masívu přírodní rezervace Maštale. Lesem prochází po pěšinách a cestách, několikrát mění směr, překonává skalnatou rokli a posléze Prosečský potok. Po opuštění lesa vstupuje do zástavby obce Zderaz. Prochází jejím jižním okrajem na křižovatku silnic II/358 a II/359, kde se stáčí k severovýchodu a opět po okraji zástavby míří do polí severně od vsi. Turistické zajímavosti v Zderazský domeček a Pískovcová skalní obydlí nacházející se v jejím centru trasa míjí.
Po překonání polí vstupuje trasa 7345 do lesů přírodní památky Pivnice a po okraji východního svahu stejnojmenné skalní rokle sestupuje do údolí Novohradky a do osady Dolany, kde v nadmořské výšce 370 m končí na rozcestí s červeně značenou trasou 0446 vedoucí od chaty Polanka na hrad Košumberk.

## Historie
Trasa dříve nepokračovala ze Zderaze do Dolan, ale po silnici přes Perálec do Kutřína.

## Turistické zajímavosti na trase
- Přírodní rezervace Maštale
- Přírodní památka Pivnice